# 샛비늘치과
샛비늘치과(Myctophidae)는 샛비늘치목에 속하는 조기어류과의 하나이다. 샛비늘치목에 속하는 2개 과 중의 하나로 33개 속에 246종으로 이루어져 있으며, 전 세계 바다에서 발견된다. 남극발광샛비늘치와 샛비늘치, 긴남극발광샛비늘치, 얼비늘치, 깃비늘치, 남방샛비늘치, 니콜스샛비늘치, 바우어샛비늘치 등을 포함하고 있다.

## 하위 속
샛비늘치과는 다음과 같이 분류한다.
| - Benthosema - Bolinichthys - Centrobranchus - Ceratoscopelus - Diaphus - Diogenichthys - 남극발광샛비늘치속 (Electrona) - Gonichthys - Gymnoscopelus - Hintonia - Hygophum | - Idiolychnus - Krefftichthys - Lampadena - Lampanyctodes - Lampanyctus - Lampichthys - Lepidophanes - Lobianchia - Loweina - Metelectrona - 샛비늘치속 (Myctophum) | - Nannobrachium - Notolychnus - Notoscopelus - Parvilux - Protomyctophum - Scopelopsis - Stenobrachius - Symbolophorus - Taaningichthys - Tarletonbeania - Triphoturus |